# Michael McGovern
Michael McGovern, född 12 juli 1984, är en nordirländsk fotbollsmålvakt som spelar för Heart of Midlothian.

## Klubbkarriär
Den 19 juli 2016 värvades McGovern av Norwich City, där han skrev på ett treårskontrakt. Den 14 juli 2023 värvades McGovern av Heart of Midlothian, där han skrev på ett ettårskontrakt med option på ytterligare ett år.

## Landslagskarriär
McGovern debuterade för Nordirlands landslag den 30 maj 2010 i en 0–1-förlust mot Chile, där han blev inbytt i halvlek mot Alan Blayney. McGovern var en del av Nordirlands trupp vid fotbolls-EM 2016.